# Luciano Zica
Eustáquio Luciano Zica (Morada Nova de Minas, 7 de janeiro de 1951) é um político brasileiro. Antes de se eleger foi ajudante de obras e professor em Paineiras, bancário em São Bernardo do Campo e Operador Industrial Especializado na Refinaria Planalto em Paulínia, quando começou a participar de atividades do sindicato dos petroleiros.
Foi vereador, deputado federal e Secretário Nacional de Recursos Hídricos e Ambiente Urbano. Foi também ouvidor-geral da Câmara dos Deputados. Em 2004, foi candidato do PT à prefeitura de Campinas, não conseguindo chegar ao segundo turno.
Em 2009, Zica deixou o PT e filiou-se ao PV em apoio a Marina Silva, comprometendo-se a reestruturar o partido.